# Батуринський провулок (Київ)
Бату́ринський прову́лок — провулок у Дарницькому районі міста Києва, житловий масив Позняки. Пролягав від Батуринської вулиці до кінця забудови (у минулому — до Трубізької вулиці). 

## Історія
Провулок відомий з 30-х роках XX століття, мав назву Луговий. Сучасна назва — з 1955 року. Станом на 2020 рік провулок фактично зник під тиском багатоповерхової забудови мікрорайону Позняки-2, лишився лише один приватний будинок під № 6.

## Галерея

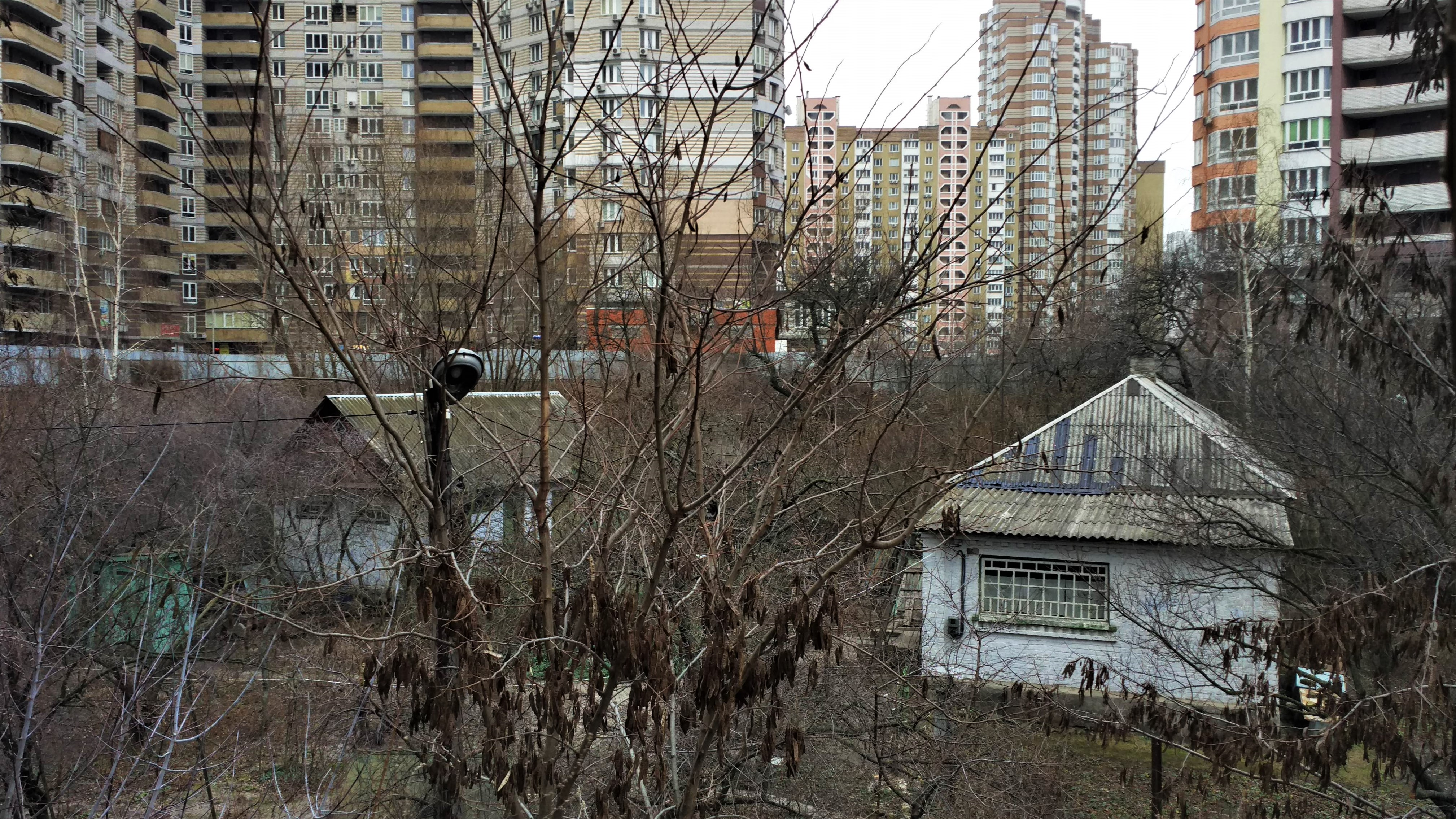
Будинок № 6 станом на початок 2020 року
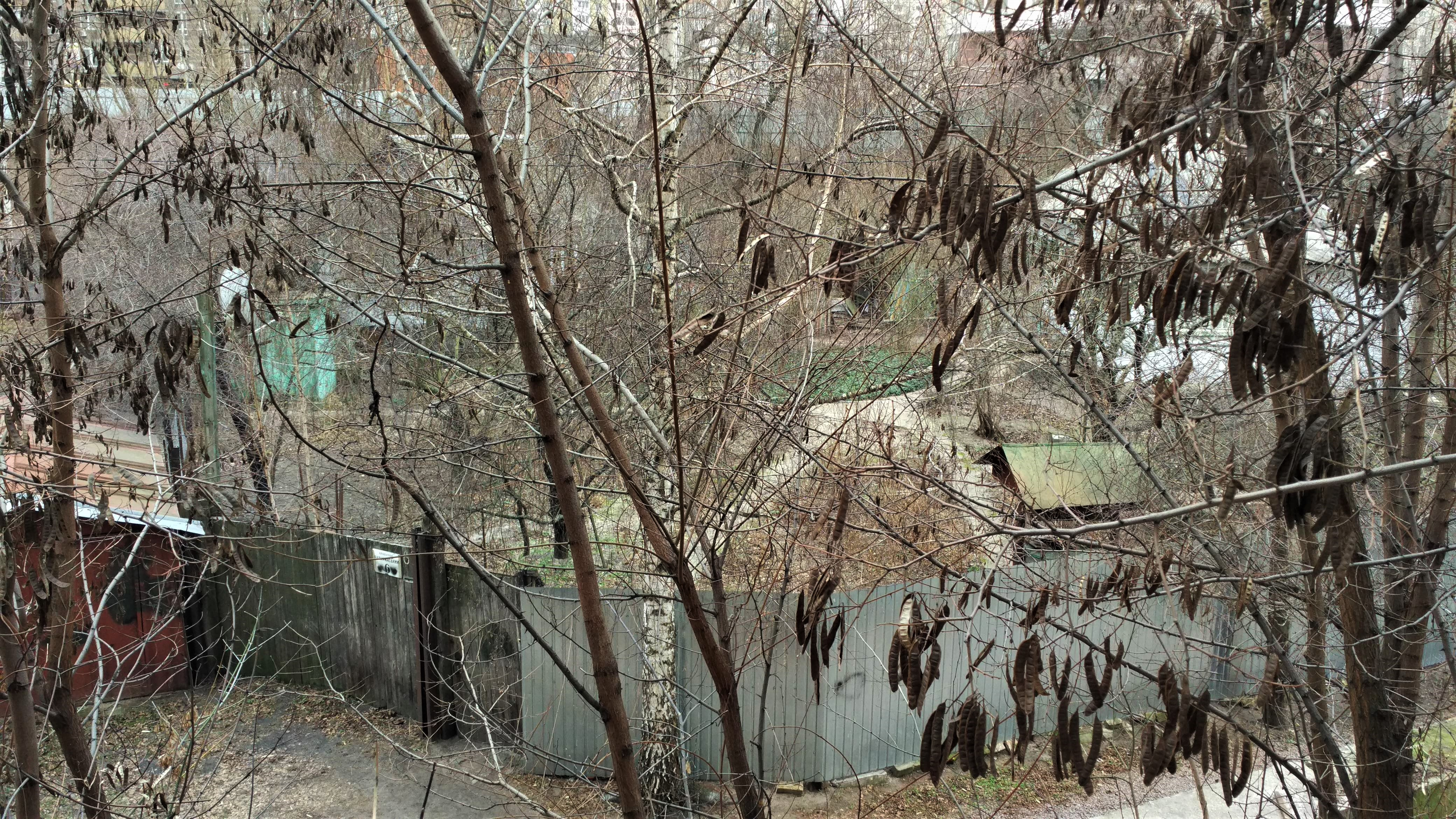
Ворота садиби № 6 у Батуринському провулку. Зліва на воротах видно адресну табличку, справа, за парканом — старовинний колодязь